# Anna Maria Adorni
Anna Maria Adorni (ur. 19 czerwca 1805 w Fivizzano zm. 7 lutego 1893 w Parmie) – włoska błogosławiona Kościoła katolickiego, założycielka zgromadzenia Służebnic Błogosławionej Dziewicy Maryi Niepokalanie Poczętej oraz Instytutu Dobrego Pasterza.

## Życiorys
Urodziła się 19 czerwca 1805 roku. Założyła zgromadzenie Służebnic Błogosławionej Dziewicy Maryi Niepokalanie Poczętej oraz Instytut Dobrego Pasterza. Zmarła mając 87 lat, w opinii świętości.
Papież Jan Paweł II, w dniu 6 lutego 1978 roku, ogłosił dekret o heroiczności jej cnót. Została beatyfikowana przez papieża Benedykta XVI, w dniu 3 października 2010 roku. Uroczystości beatyfikacji przewodniczył kardynał Angelo Amato Prefekt Kongregacji Spraw Kanonizacyjnych.